# Лапшин, Артур Владимирович
Артур Владимирович Лапшин (11 февраля 1989, Первомайск — 16 января 2023) — российский военнослужащий, гвардии прапорщик. Герой Российской Федерации (07.07.2023, посмертно).

## Биография
Родился 11 февраля 1989 года в городе Первомайске Ворошиловградской области Украинской ССР. Окончил школу № 31 в Курске, затем — Курский монтажный техникум с отличием. После прохождения срочной службы заключил контракт с ВС РФ. Служил в одной из воинских частей Тамбовского гарнизона.
Погиб в январе 2023 года в результате артобстрела в ходе российского вторжения на Украину. Похоронен в Курске на мемориале «Памяти павших в Великой Отечественной войне 1941—1945 гг.».
Был женат.

## Память
В 2023 году в Тамбове открыли стелу в его честь.
В курской школе № 31 состоялось открытие мемориальной доски в честь гвардии прапорщика Артура Лапшина.
15 сентября 2023 года на фасаде здания Курского монтажного техникума открыли памятную доску выпускнику Артуру Лапшину.

## Награды
- Герой Российской Федерации (2023);
- Орден Мужества (2022)
- Медаль Суворова (2022);
- Медаль Жукова (2022);
- Медаль «За боевые отличия»;
- Медаль «За отличие в учениях» (2016, 2019);
- Медаль «За отличие в военной службе»  III степени.